# So Lonely (canción de Mariah Carey)
«So Lonely» (en español: «tan sola») es una canción escrita y producida por la cantante estadounidense Mariah Carey y el productor Rodney Jerkins. Se trata de un dueto del rapero Twista y Mariah Carey que aparece en los álbumes The Day After y The Emancipation of Mimi (Ultra Platinum Edition). Sirve como continuación de la canción "One and Only" (también con Twista) del álbum The Emancipation of Mimi.

## Posicionamiento
| Lista (2006)                                        | Posición Más alta |
| --------------------------------------------------- | ----------------- |
| EE. UU., Billboard Bubbling Under Hot 100 Singles   | 14                |
| EE. UU., Billboard Pop 100                          | 89                |
| EE. UU., Billboard Hot R&B/Hip-Hop Singles & Tracks | 65                |
| EE. UU., Billboard Rhythmic Top 40                  | 40                |